# Вилијам VI Аквитански
Вилијам VI Аквитанијски (1004-март 1038), био је аквитанијски војвода (1030—1038) и гроф Поатјеа (под именом Вилијам IV од Поатјеа) (1030-1038). Вилијам је био познат и под надимком Дебели.
Вилијам је био син Вилијама V Великог и његове прве супруге Агнес де Лимож. По доласку на власт у Аквитанији објавио је рат својој маћехи Агнеси од Бургундије, која се преудала за Жофроу I Мартела, вендомског грофа. Мартел је освојио Сентонж и заробио Вилијама у бици код Монконтура 20. септембра 1034. године. Почетком 1037. године Вилијам се ослободио из заточеништва предајом градова Бордоа и Сента. Одмах после повратка из заточеништва поново је објавио рат Мартелу, али претрпео је пораз и морао је да преда острво Олерон.
Вилијам је био ожењен Еустахијом де Монтреј, са којом није имао деце Не зна да ли је имао ванбрачне деце. Реформисао је власт у Поатјеу поставивши превоа заслужног за цивилне послове. Умро је у Поатјеу, а сахрањен је у Маљезеу. Пошто није имао законитих наследника наследио га је полубрат Одо од Гаскоње.

## Породично стабло
|  |                            |  |  |  |  |  |  |  |  |  |  |  |  |  |  |  |
|  | 2. Вилијам V од Аквитаније |  |  |  |  |  |  |  |  |  |  |  |  |  |  |  |
|  |                            |  |  |  |  |  |  |  |  |  |  |  |  |  |  |  |
|  |                            |  |  |  |  |  |  |  |  |  |  |  |  |  |  |  |
|  | 1. Вилијам VI Аквитански   |  |  |  |  |  |  |  |  |  |  |  |  |  |  |  |
|  |                            |  |  |  |  |  |  |  |  |  |  |  |  |  |  |  |
|  |                            |  |  |  |  |  |  |  |  |  |  |  |  |  |  |  |
|  | 3.                         |  |  |  |  |  |  |  |  |  |  |  |  |  |  |  |
|  |                            |  |  |  |  |  |  |  |  |  |  |  |  |  |  |  |
|  |                            |  |  |  |  |  |  |  |  |  |  |  |  |  |  |  |